# Crossotus arabicus
Crossotus arabicus är en skalbaggsart som beskrevs av Charles Joseph Gahan 1896. Crossotus arabicus ingår i släktet Crossotus och familjen långhorningar. Inga underarter finns listade i Catalogue of Life.